# 海象鲸属
海象鲸屬（學名：Odobenocetops，发音为/ˌoʊdəbiːˈnɒsɪtɒps/）又名 海牛鯨，是一類已滅絕的古代齒鯨，為 海象鯨科（Odobenocetopsidae）下的單型屬，生存於中新世至上新世。海象鯨擁有 2 根獠牙，在一些化石中，其中一根會比另一根更長。

## 系统发生
海象鯨基於以下特徵而被分類至鯨下目：
- 具有氣囊系統，在聽覺系統區有連結至翼囊的大空腔
- 額骨眼眶區域具有大而明顯的眶上突
- 顱骨上鼻孔開口朝上（現存鯨豚則位於顱頂）
- 篩板退化，但其上仍保留有許多篩孔能讓嗅覺神經連結至大腦的嗅球，現存鯨豚的嗅覺神經則幾乎萎縮
- 肘關節癒合

海象鯨科與鼠海豚科、一角鯨科、亞加海豚科被歸於同一演化支之下，該演化支起源於蘭蓋期（1500－1300 萬年前）的太平洋，並於塞拉瓦爾期與托爾頓期（1300－700 萬年前）分化。

## 词源
海象鲸的属名 Odobenocetops 分别取自希腊文 odon（“牙齿”）、baino（“行走”）和来自拉丁文的 cetus（“鲸”）与 ops（“相似”），即“形似用牙齿行走一样的鲸”，但也指与海象（Odobenus）相似。

## 主要特征
海象鯨是海豚總科的早期成員，比海豚更為接近一角鯨，而其獠牙是向身體的後部伸出。牠們長約 2.1 米，重約 150－650 千克。頸部關節顯示牠們非常靈活，能轉動頭部超過 90°。加上牠像海象的闊吻，顯示牠們是以獵食底棲生物維生，利用有力的舌頭來吸啜及吃軟體動物。
海象鯨的吻突寬而短，與現今鯨豚不同。鼻孔位於頭顱前端，並沒有像現存的鯨豚那樣形成頭頂上的噴氣孔。上顎呈拱形，不具有牙齒。眼窩位於顱骨兩側靠近顱頂處，這點也和現存的海豚不同。祕魯海象鯨（O. peruvianus）與細齒海象鯨（O. leptodon）最大的差異在於：細齒海象鯨的顱骨上可以觀察到有前顎骨氣囊的凹陷，這表示細齒海象鯨可能有額隆並擁有一定程度回聲定位的能力，而祕魯海象鯨則完全失去這項能力。
|  |  |  |

### 獠牙
海象鯨最驚訝的發現是一頭雄性的頭顱骨上有一顆獠牙明顯較另一顆長。右側獠牙的長度可達1.2米（3.9英尺），然而左側的獠牙長度卻僅有25（9.8英寸）。由於只有唯一的雄性頭顱骨被發現，這很難說所有雄性都是這樣。牠的獠牙很易碎，且與身體平行。這對獠牙可能是用來尋找食物，或是感覺器官。雖然牠們是原始鯨魚的近親，但其獠牙是透過趨同演化而得到的。海象鯨的獠牙為右門齒（位於前上頜骨），而一角鯨的獠牙則為左犬齒（位於上頜骨），並非同源。

## 大眾文化
出現於BBC《海底霸王》的第 2 集中，作為未成年巨齒鯊的主要獵物。節目設定的時間是上新世（400 萬年前）時期。